# 이기식 (군인)
이기식(李基植, 1957년~ )은 대한민국 해군 중장 출신의 제27대 병무청장이다.

## 학력
- 여의도고등학교 (1976년)
- 해군사관학교 35기 (1981년)[1]
- 경남대학교 행정대학원 안보행정 석사 (1987년)

## 경력
- 2004년 1월 ~ 2004년 12월: 해군 제1함대 광대토대왕함장
- 2007년 11월 ~ 2009년 5월: 해군 제5성분전단장
- 2009년 5월 ~ 2010년 12월: 합동참모본부 정보작전처장
- 2010년 12월 ~ 2011년 11월: 해군본부 인사참모부장
- 2011년 11월 ~ 2013년 1월: 제20대 해군 제2함대사령관
- 2013년 1월 ~ 2013년 10월: 국방정보본부 해외정보부장
- 2013년 10월 ~ 2014년 10월: 제47대 해군사관학교장
- 2014년 10월 ~ 2015년 10월: 합동참모본부 군사지원본부장
- 2015년 10월 ~ 2016년 10월: 제25대 해군작전사령관
- 2019년 3월 ~ 2022년 2월: 한국해양대학교 초빙교수
- 2022년 2월 ~ 2022년 5월: 한남대학교 예우교수
- 2022년 5월 13일 ~ 2024년 5월 12일: 병무청장